# (2618) Coonabarabran
(2618) Coonabarabran es un asteroide perteneciente al cinturón de asteroides, descubierto el 25 de junio de 1979 por Eleanor F. Helin y el también astrónomo Schelte John Bus desde el Observatorio de Siding Spring, Nueva Gales del Sur, Australia.

## Designación y nombre
Designado provisionalmente como 1979 MX2. Fue nombrado Coonabarabran en homenaje a Coonabarabran ciudad australiana donde se ubica el Observatorio de Siding Spring desde donde se descubrió el asteroide.